# Imagine mentală
Imaginea mentală este o reprezentare specifică în mintea unei persoane a realității exterioare ei, rezultată din detectarea radiației electromagnetice de către ochi și procesarea ei mentală într-o zonă funcțională specializată.

## Clasificare
Imaginea poate fi de două feluri, și anume, imagine directă, efectivă, dacă se formează nemijlocit în procesul percepției și imagine mentală dacă este rezultatul rememorării unei imagini anterior, văzute și înregistrate, sau create de mintea cuiva.

### Imagini directe
O imagine directă are autenticitate, pregnanță, înaltă detaliere structurală și dinamică, stabilitate și independență de subiect.
Imaginea mentală este de regulă mult mai estompată, mai imprecisă, atât ca distribuție de nuanțe cromatice cât și ca precizie a conturului frontierelor obiectelor sau ca mișcare. Există oameni cu dotări perceptuale și intelectiv interpretante adecvate care au posibilitatea să construiască imagini mentale foarte vii și precise, anume pictorii. Unii pictori au o asemenea capacitate de rememorare video încât pot picta un portret sau peisaj, numai folosind imaginea mentală a acestora. 
Același lucru e valabil cu privire la toate canalele perceptuale și formarea impresiilor despre realitate. Fiecare simț ne oferă o informație fenomenală specifică, iar mintea o poate procesa, memora și rememora cu o anume detaliere și stabilitate structurală, fie ca imagine, sunet, gust, miros sau senzație tactilă.

### Imagini create de diferite grupuri de oameni
Probabil oamenii cu talente științifice sau culturale deosebite pot construi diferite feluri de imagini mentale cu mult mai multă precizie și stabilitate structurală decât omul obișnuit, această capacitate servindu-le pentru a construi scenarii literare, picturi, sculpturi, opere muzicale, sau pentru a face diferite evaluări asupra aspectelor realității.
Astfel putem generaliza conceptul de imagine mentală, ca produsul activării unei zone din memoria noastră și pătrunderea subtil intelectivă și afectivă într-un fragment din trecutul nostru.
Diferiți oameni au diferite performanțe în a construi imagini mentale, spre exemplu pictorii se spune că pot reconstitui ulterior, cu o acuitate, precizie și intensitate uimitoare, peisaje, chipuri sau forme naturale, trecându-le apoi pe pânză. Muzicienii își pot construi mental arhitecturi grandioase de sunete, și transpune în capodopere muzicale de tip simfonii, opere, sau muzică ușoară.
Scriitorii își pot construi mental personaje cu extremă precizie și vivacitate, realizând descrieri remarcabile de individualizări umane sau neumane, prin abaterea de la uman.
Oamenii de știință au și ei calitatea de a își construi imagini mentale, dar cumva mai abstracte, reflectând relații generalizate între forme și procese naturale sau conceptuale, din indiferent ce domeniu.

## Articole conexe
- Abilitate spațială
- Acțiune imaginată
- Afantezie (condiția în care anumiți oameni nu pot gândi în imagini mentale deloc)
- Cogniția la animale
- Cogniție
- Cunoaștere
- Eveniment mental
- Fantezie (gen artistic)
- Fantezie (psihologie)
- Fantezie (predispus la)
- Imagini mentale ghidate
- Imaginație
- Inteligența la animale
- Minte
- Rotire mentală
- Spațiu vizual
- Vizualizare creativă